# Phleogena faginea
Espèce
Synonymes
- Aecidium petersii Berk. & M.A. Curtis[2]
- Botryochaete faginea (Fr.) Corda[2]
- Ecchyna faginea (Fr.) Fr. ex Boud.[2]
- Ecchyna petersii (Berk. & M.A. Curtis) Pat.[2]
- Onygena faginea Nees[2]
- Pilacre faginea (Fr.) Berk. & Broome[2]
- Pilacre petersii Berk. & M.A. Curtis[2]

Phleogena faginea est une espèce de champignons de la famille des Phleogenaceae.